# Tramlijn Hansweert - Vlake
De Tramlijn Hansweert - Vlake verbond de Halte Vlake aan de Zeeuwse Lijn met de veerdienst Hansweert-Walsoorden.
De lijn werd geopend op 2 juni 1913, het einde kwam op 8 oktober 1933. Het spoor was aangelegd met een spoorwijdte van 750 mm. Over de 3,3 kilometer tussen de aanlegsteiger van de provinciale stoomboten te Hansweert en de halte Vlake deed de tram zo'n 10 minuten.
Voor de exploitatie werden twee stoomlocomotieven aangeschaft (Decauville, bouwjaar 1912) en totaal rijtuigen. De eerste twee rijtuigen nummer 1 - 2 werden in 1913 geleverd door Deceauvillen en kenden 20 zitplaatsen. Om te voldoen aan het toenemende vervoer werden in 1920 de rijtuigen 6 en 7 door Allan geleverd. Al het materieel werd bij de opheffing in 1933 afgevoerd.
In 1933 werd halte Vlake door de NS gesloten en de tramlijn werd vervangen door een autobusdienst van autobusondernemer Fa. Leendertse naar station Kruiningen-Yerseke. De sluiting van het station en daarmee de tramlijn had te maken met de verbreding van het kanaal en de aanleg van een nieuwe, hogere brug.